# Adelophryne patamona
Adelophryne patamona е вид земноводно от семейство Eleutherodactylidae.

## Разпространение
Видът е разпространен в Гвиана.

## Описание
Популацията на вида е стабилна.